# Maciej Terlecki
Maciej Terlecki (ur. 9 marca 1977 w Pruszkowie) – polski piłkarz, mistrz Europy w 1993 w kategorii U-16. Jednokrotny reprezentant kraju (mecz z Nową Zelandią w 1999). Syn Stanisława Terleckiego.
Wychowanek Znicza Pruszków. W wieku 15 lat przeprowadził się z rodzinnego miasta do Warszawy i grał w II-ligowej Polonii. Młody pomocnik był czołowym zawodnikiem młodzieżowej reprezentacji Polski, która zdobyła mistrzostwo Europy i była 4. na mistrzostwach Świata. Terlecki po tych sukcesach wyjechał do RSC Anderlecht, ale niepowodzenie w nowym klubie zmusiło go do powrotu do kraju. Trafił do ŁKS-u. Po 2,5 roku przeniósł się do Widzewa, gdzie został nieprzychylnie powitany przez część kibiców. Szybko jednak przekonał ich o swoich umiejętnościach piłkarskich. W 1999 roku z drużyną wywalczył tytuł wicemistrza Polski.
Z powodu zaległości finansowych opuścił Widzew zimą 2000 roku i powrócił do grania w piłkę dopiero po półrocznej przerwie. Został graczem Orlenu Płock, ale miał spore zaległości treningowe i nadwagę, dlatego nie grał zbyt często. Kolejny sezon rozpoczął w Ruchu Chorzów, jednak dalej nie prezentował swoich dawnych umiejętności. Dopiero po przyjściu do Stomilu Olsztyn Terlecki odbudował formę i był jednym z najlepszych piłkarzy tej drużyny w rundzie wiosennej. Kiedy jego drużyna spadła do II ligi, postanowił poszukać nowego pracodawcy. Szybko ofertę piłkarzowi złożyli działacze Widzewa i równie szybko Terlecki przystał na warunki łódzkiej drużyny. Po sezonie przeszedł do Wisły Płock, a następnie przez pół roku grał w Pogoni Szczecin. Wiosną 2005 roku przeszedł do Radomiaka, któremu pomógł utrzymać się w II lidze. Następnie reprezentował barwy stołecznej Polonii i rozegrał w niej swój ostatni 200. mecz w najwyższej klasie ligowej. Karierę piłkarską kończył w niższych ligach. Przez krótki okres pełnił również funkcję trenera.
Uznawany za jeden z najbardziej zmarnowanych talentów w polskiej piłce nożnej.

## Dzieciństwo i rodzina
Urodził się 9 marca 1977 roku w Pruszkowie jako drugi syn Stanisława i Ewy Terleckich. Ma dwóch braci: Tomasza (ur. 1976) i Stanisława juniora oraz siostrę Annę (ur. 1986). Ojciec Stanisław był piłkarzem reprezentacji Polski. Po tzw. aferze na Okęciu, niechciany w Polsce, zdecydował się na grę za granicą.
W 1981 roku Maciej Terlecki z rodziną wyjechali do Stanów Zjednoczonych i osiedlili się w Pittsburghu. Po 5 latach wrócili do Polski, a 9-letni wówczas Terlecki lepiej mówił po angielsku niż po polsku. Rodzina zamieszkała na Retkini w Łodzi. Po kilku latach przeprowadziła się do Podkowy Leśnej (skąd pochodzi matka Macieja Terleckiego).
Maciej Terlecki ukończył studia dziennikarskie. Żonaty z Izabelą, farmaceutką z Łodzi, z którą ma synów Antoniego (ur. 2009) oraz Krzysztofa (ur. 2012).

## Kariera klubowa

### Początki i wyjazd do Anderlechtu
Piłkę nożną zaczął trenować w Zniczu Pruszków. Dodatkowo szkolony był indywidualnie przez ojca, piłkarza, na boisku przyszkolnym w Żółwinie. Jako 15-latek przeprowadził się z Podkowy Leśnej do Warszawy i został zawodnikiem II-ligowej Polonii. 21 listopada 1992 roku w barwach Polonii wystąpił w spotkaniu z Borutą Zgierz, w zespole razem ze swoim ojcem. W tym dniu Maciej Terlecki miał 15 lat i 257 dni i zapisał się jako najmłodszy gracz na zapleczu Ekstraklasy. Był to bezprecedensowy przypadek w historii polskiego futbolu.
Po występach na mistrzostwach Europy U-16 otrzymał zaproszenie z Bayernu Monachium. Po paru treningach wzbudził duże zainteresowanie u menadżerów klubu, Uli Hoeneßa i Lothara Matthäusa. Terlecki nie mógł podpisać kontraktu z działaczami niemieckiego zespołu, ponieważ przepisy niemieckiej federacji mówiły, iż zawodnik poniżej 18. roku życia nie może reprezentować barw klubu Bundesligi. Ostatecznie propozycję gry złożył mu RSC Anderlecht, z którym związał się 4-letnią umową. Jako 16-letni zawodnik znalazł się w kadrze meczowej w 2 spotkaniach Ligi Mistrzów, między innymi przeciwko AC Milan. Nie udało mu się jednak zadebiutować w pierwszej drużynie. W 1995 roku po 1,5-rocznych treningach wrócił do Polski.
Zgłosił się do Legii, ale ówcześni mistrzowie Polski nie mieli dla niego miejsca w składzie. Ponadto odrzucił ofertę Feyenoordu Rotterdam, który proponował mu testy. Zdecydował się pojechać na obóz do Szklarskiej Poręby z piłkarzami Lecha Poznań. 18-letni Terlecki trenował tylko tydzień. Nie został zaakceptowany przez graczy poznańskiego klubu i wrócił do domu. – „Nie chcę komentować opinii trenera Szukiełowicza, nie sądzę jednak, bym miał ze sobą problemy – komentował Maciej Terlecki. – Ostatnio było wokół mnie za dużo szumu, potrzebuję spokoju. Chcę polubownie załatwić sprawę z Belgami, ale nie wiem, co oni o tym myślą. Być może dostanę szansę w Anderlechcie. Nie wykluczam też przejścia do innego zespołu”.

### ŁKS Łódź
Wiosną 1995 roku trafił do ŁKS-u Łódź. W polskiej ekstraklasie zadebiutował w 18. kolejce, rozgrywając cały mecz przeciwko Lechowi Poznań. W debiucie w 58. minucie strzelił bramkę, dającą łodzianom wyrównanie. Ostatecznie ŁKS zwyciężył 2:1. Do końca sezonu Terlecki był zawodnikiem wyjściowej „jedenastki” swojej drużyny. Rozegrał 10 spotkań, w tym 6 pełnych. Rozgrywki ligowej zakończył z łódzkim klubem na 7. miejscu.
W kolejnym sezonie był jedną z wiodących postaci ŁKS-u. Pierwszą bramkę strzelił w 6. serii spotkań, dającą zwycięstwo 1:0 nad Stalą Mielec. Z kolei w 11. kolejce w wygranym 3:1 meczu z Pogonią Szczecin otworzył wynik, uderzając piłkę z 30 metrów. Futbolówka nabrała rotacji i wpadła pod spojeniem słupka i poprzeczki bramki bronionej przez Radosława Majdana. Trafienie to zostało wybrane bramką roku w 1995, w ramach piłkarskiego telewizyjnego magazynu „Gol”, przy ogromnej przewadze głosów. Z łodzianami Terlecki zajął 4. miejsce w klasyfikacji końcowej, tracąc trzy punkty do trzeciego, dającego udział w kwalifikacjach do europejskich pucharów. Rozegrał prawie wszystkie spotkania ligowe. Ponadto 2-krotnie musiał pauzować za kartki. W 1997 roku z ŁKS-em zajął 6. miejsce w lidze. Ostatnim występem Terleckiego w łódzkiej drużynie było spotkanie 33. kolejki, wygrane 5:0 z Wisłą Kraków. Po zakończeniu rozgrywek zdecydował się opuścić zespół.

### Widzew Łódź
Jego nowym pracodawcą został ówczesny mistrz Polski, lokalny rywal ŁKS-u – Widzew Łódź, do którego trafił za 600 tys. marek. Terlecki stracił sympatię kibiców z alei Unii, na domiar tego nie został przychylnie powitany w nowym klubie. Na pierwszym sparingu z jego udziałem zebrała się kilkudziesięcioosobowa grupa kibiców, która w sposób wulgarny sugerowała piłkarzowi, żeby wrócił, skąd przyszedł. Było to spowodowane przede wszystkim tym, że Terlecki grając jeszcze w ŁKS-ie niepochlebnie wypowiadał się o Widzewie.
Przekonał do swoich umiejętności trenera Franciszka Smudę i stał się podstawowym graczem łódzkiej drużyny. Pierwszego gola dla Widzewa w oficjalnych rozgrywkach strzelił w pierwszym meczu rundy przedwstępnej Ligi Mistrzów, wygranym 2:0 z Neftçi PFK. W II rundzie za silna jednak okazała się AC Parma. W Pucharze UEFA natomiast łódzka drużyna odpadła już w I rundzie, przegrywając z Udinese Calcio. Przed rozpoczęciem sezonu ligowego Terlecki z Widzewem rozegrał mecz o Superpuchar Polski przeciwko Legii Warszawa, z którą przegrał 1:2. Nie zdołał również obronić ze swoim zespołem mistrzostwa kraju, zajmując dopiero 4. miejsce (mistrzem został ŁKS).
W kolejnym sezonie w Pucharze Polski dotarł do półfinału, pokonując kolejno Raków Częstochowa, Groclin Dyskobolię i Aluminium Konin. Odpadł po przegranym dwumeczu z Amiką Wronki po rzutach karnych. Przy stanie 7:8 nie strzelił decydującej „jedenastki”, przez co jego drużyna poniosła porażkę. W rozgrywkach ligowych z łodzianami wywalczył wicemistrzostwo Polski, ustępując Wiśle Kraków. Krakowianie zostali jednak ukarani za korupcję, dlatego prawo gry w kwalifikacjach do Ligi Mistrzów uzyskał Widzew.
Terlecki z łódzkim zespołem rozpoczął rozgrywki w II rundzie kwalifikacyjnej, dwumeczem z mistrzem Bułgarii, Liteksem Łowecz. Pierwszy mecz przegrali 1:4. Podobnie jak w poprzednim spotkaniu rewanżu Terlecki również nie wyszedł w wyjściowej jedenastce. Na początku drugiej połowy zastąpił Marka Citkę przy stanie 2:1 dla łodzian. Do końca regulaminowych 90 minut Widzew powiększył przewagę o dwa gole, a dogrywka nie przyniosła rozstrzygnięcia. Terlecki, wybrany przez szkoleniowca Grzegorza Latę na piątego wykonawcę rzutu karnego, przy stanie 2:2 pokonał bramkarza Witomira Wutowa, dzięki czemu jego zespół awansował do III rundy eliminacyjnej. Łodzianie odpadli jednak, przegrywając rywalizację z ACF Fiorentina. W spotkaniu rewanżowym Maciej Terlecki został uznany najlepszym graczem Widzewa przez gazetę „Express Ilustrowany” (zagrał na pozycji obrońcy, zastępując Tomasza Łapińskiego). Z kolei rozgrywki Pucharu UEFA łodzianie zakończyli w II rundzie.
Klub był jednak dłużny wobec Terleckiego. Sam zawodnik otwarcie zaprotestował przeciwko nie wypłacaniu mu premii, odmawiając wyjazdu na ligowy mecz z olsztyńskim Stomilem 7 listopada 1999 roku. Od tej pory zawodnik nie umiał dojść do porozumienia z działaczami klubowymi. Po przegranym meczu 30 października 1999 z Pogonią Szczecin przestał pojawiać się na treningach, przez co został zawieszony. Odszedł z Widzewa w lutym 2001 roku po tym, jak prawie rok nie grał i nie trenował.

### Powrót na boiska
Po półrocznej przerwie powrócił do grania w piłkę. Odbył treningi ze Śląskiem Wrocław, ale ostatecznie został graczem Orlenu Płock. Miał spore zaległości treningowe i nadwagę, dlatego nie grał zbyt często. Wystąpił jedynie w 4 spotkaniach ligowych rundy wiosennej (2000/01), a jego zespół spadł do II ligi. Potem przez pół roku był zawodnikiem chorzowskiego Ruchu, ale i tam nie mógł odbudować swoich umiejętności.
W 2002 roku przeszedł do broniącego się przed spadkiem Stomilu Olsztyn. Odbudował formę i był jednym z najlepszych piłkarzy swojej drużyny. W grupie spadkowej jego zespół odniósł jednak jedynie 2 zwycięstwa, na skutek czego zajął ostatnią pozycję w tabeli i tym samym został zdegradowany do II ligi. Ostatnie 5 meczów to porażki olsztyńskich piłkarzy, w których zazwyczaj Terlecki uzyskiwał honorowe trafienia. Wcześniej strzelił bramkę zespołowi RKS Radomsko, dając remis olsztynianom. Gol ten został nominowany w kategorii bramka roku w plebiscycie „Piłkarskie Oskary”, organizowanych przez Canal+ i PZPN.
Po spadku olsztyńskiej drużyny kontrakt Terleckiego stracił ważność. Przed kolejnym sezonem porozumiał się z działaczami Widzewa. W tym czasie o piłkarza starała się również Dyskobolia Grodzisk Wielkopolski. W rozgrywkach o mistrzostwo kraju z łódzkim klubem zajął dalekie 9. miejsce, a w Pucharze Polski dotarł do półfinału. Widzew nie wyraził chęci przedłużenia kontraktu, więc piłkarz szybko znalazł nowego pracodawcę. W sezonie 2003/04 reprezentował barwy płockiej Wisły, do której wrócił po 3 latach. W nowej drużynie nie miał jednak stałego miejsca w wyjściowym składzie. W zespole z Płocka rozegrał większość meczów ligowych. Zajął z nią 5. miejsce w klasyfikacji końcowej. Terlecki uczestniczył również w kwalifikacjach do Pucharu UEFA.
Po roku podpisał 3-letni kontrakt z Pogonią Szczecin. Jesienią wystąpił w niej zaledwie w 8 spotkaniach, a po zakończeniu rundy jesiennej klub zrezygnował w piłkarza. Będąc jeszcze zawodnikiem Pogoni, nawiązał kontakt z trenerem Mieczysławem Broniszewskim, który wówczas prowadził GKS Katowice. Po odejściu ze Szczecina Terlecki planował przenieść się do Katowic, ale Broniszewski przestał pracować w katowickim klubie. W międzyczasie otrzymał kilka propozycji z innych klubów występujących w ekstraklasie. Pojawiła się również oferta ze Stanów Zjednoczonych, ale zrezygnował z dalekiego wyjazdu. Kiedy okazało się, że trener Broniszewski rozpoczął pracę w II-ligowym Radomiaku, temat ich współpracy powrócił. Ze względu na osobę szkoleniowca pojawił się w Radomiu. Terlecki pomógł utrzymać się radomskiej drużynie w II lidze, a po jego 2 bramkach Radomiak pokonał w barażach 3:0 Tłoki Gorzyce. Klub opuścił w rundzie wiosennej następnego sezonu, kiedy jego drużyna zajmowała 8. miejsce w tabeli.

### Ostatni mecz w ekstraklasie
W styczniu 2006 roku wraz z Markiem Citką podpisał kontrakt z broniącą się przed spadkiem do II ligi Polonią Warszawa. Głównym zadaniem stawianym przed nowymi zawodnikami było uniknięcie bezpośredniej degradacji. W tym celu stołeczny klub sprowadził doświadczonych, obeznanych w ligowych realiach graczy. Maciej Terlecki nie sprawdził się w pierwszych meczach, więc później występował w drużynie rezerw. W 30. kolejce rozegrał swój 200. mecz w ekstraklasie (porażka 0:1 z Zagłębiem Lubin). Po spadku Polonii do II ligi wrócił do Radomiaka, który z kolei nie utrzymał się na zapleczu ekstraklasy.
Z III-ligową drużyną Terlecki dotarł do 1/4 finału Pucharu Polski, gdzie lepsza okazała się już Cracovia. Wcześniej po jego bramkach radomianie wyeliminowali kolejno I-ligowe zespoły Odry Wodzisław (1:0) i ŁKS-u Łódź (1:0).
W rundzie jesiennej sezonu 2007/08 grał II lidze w Pelikanie Łowicz. Karierę piłkarską kończył na boiskach klasy okręgowej jako grający trener Milanu Milanówek.

## Kariera reprezentacyjna
Maciej Terlecki był reprezentantem Polski w każdej kategorii wiekowej. Do reprezentacji U-15 trafił w 1992 roku. Z kolei kadrą U-16 zdobył mistrzostwo Europy. Był wtedy głównym rozgrywającym reprezentacji i po turnieju został uznany za najlepszego gracza zespołu. W pierwszym meczu po jego bramce Polacy zremisowali ze Szwajcarią 1:1. Później pokonali Islandię 2:0 i Irlandią Północną 1:0. Po wyjściu z grupy zwyciężyli Belgię i Francję, a w finale okazali się lepsi od Włochów.
W tym samym roku Terlecki z reprezentacją U-17 zajął 4. miejsce na Mistrzostwach Świata w Japonii. Po zwycięstwie w grupie Polska pokonała ćwierćfinale Stany Zjednoczone 3:0. Terlecki w 39. minucie otworzył wynik spotkania. W półfinale za silna okazała się Nigeria, a w meczu o brązowy medal Polacy musieli uznać wyższość drużynie Chile. Terlecki został wybrany do jedenastki gwiazd turnieju.
Piłkarz był również ostoją kadry olimpijskiej prowadzonej przez Pawła Janasa. Po przegranych meczach barażowych z Turcją Polska nie zakwalifikowała się na mistrzostwa Europy i tym samym na igrzyska olimpijskiej w Sydney.
Łącznie w młodzieżowych kadrach rozegrał ok. 70 spotkań.
W 1999 roku otrzymał powołanie do pierwszej reprezentacji Polski od selekcjonera Janusza Wójcika na towarzyski turniej organizowany w Bangkoku z okazji urodzin króla Tajlandii, Bhumibola Adulyadeja. W polskiej drużynie zadebiutował 16 czerwca 1999 roku w przegranym 0:2 meczu z Brazylią. Rozegrał całe spotkanie, które jednak zostało uznane za nieoficjalne. 3 dni później piłkarz zagrał przeciwko Nowej Zelandii. Podobnie jak w drużynie olimpijskiej wystąpił jako stoper przez pełne 90 minut. Mecz zakończył się bezbramkowo, a po rzutach karnych wygrali Polacy. Był to jedyny oficjalny występ Terleckiego w kadrze narodowej.

## Styl gry i umiejętności
Jako reprezentant Polski na mistrzostwach Europy U-16 wyróżniał się umiejętnościami wśród swoich rówieśników. Potrafił dobrze grać obiema nogami. Ówczesny selekcjoner Andrzej Zamilski powiedział, że miał świetny przegląd pola, był bardzo skoczny i silny fizycznie, jak na swój wiek. Uważał, że wtedy stał się liderem polskiego zespołu.
Terlecki najczęściej grał na pomocy, ale jak sam stwierdził, był zawodnikiem uniwersalnym. W reprezentacji olimpijskiej grał jako stoper. W latach 2002–03 w Widzewie pełnił rolę stoper lub defensywnego pomocnika, mimo że wcześniej był ofensywnej pomocy. – "Byłem uniwersalny i chyba trochę mi to zaszkodziło, bo za często pozwalałem sobą „rzucać” po boisku" – oznajmił po zakończeniu kariery Maciej Terlecki.
Magazyn Futbol następująco opisuje piłkarza: – "Miał krnąbrny charakter, był też typem indywidualisty, który wszystko chciał robić sam, a tacy piłkarze często zrażają do siebie trenerów – dodaje. Jeździł więc po różnych klubach, gdzie nie poznano się na jego talencie. A przecież umiejętności miał przeogromne. Kiwał dwóch, trzech zawodników. W drużynach juniorskich wszystko zależało od niego".

## Statystyki kariery klubowej
| Klub               | Sezon              | Liga               | Liga  | Liga   | Puchar kraju | Puchar kraju | Inne  | Inne   | UEFA  | UEFA   | Suma  | Suma   |
| Klub               | Sezon              | Liga               | Mecze | Bramki | Mecze        | Bramki       | Mecze | Bramki | Mecze | Bramki | Mecze | Bramki |
| ------------------ | ------------------ | ------------------ | ----- | ------ | ------------ | ------------ | ----- | ------ | ----- | ------ | ----- | ------ |
| Polonia Warszawa   | 1992/93            | II liga            | 3     | 0      | 0            | 0            | –     | –      | –     | –      | 3     | 0      |
| RSC Anderlecht     | 1993/94            | Eerste klasse      | 0     | 0      | 0            | 0            | –     | –      | 0     | 0      | 0     | 0      |
| RSC Anderlecht     | 1994/95 (j)        | Eerste klasse      | 0     | 0      | 0            | 0            | –     | –      | 0     | 0      | 0     | 0      |
| ŁKS Łódź           | 1994/95 (w)        | I liga             | 10    | 2      | 0            | 0            | –     | –      | –     | –      | 10    | 2      |
| ŁKS Łódź           | 1995/96            | I liga             | 26    | 3      | 0            | 0            | –     | –      | –     | –      | 26    | 3      |
| ŁKS Łódź           | 1996/97            | I liga             | 26    | 2      |              | 0            | –     | –      | –     | –      | 26    | 2      |
| Widzew Łódź        | 1997/98            | I liga             | 27    | 4      | 0            | 0            | 1     | 0      | 6     | 1      | 34    | 5      |
| Widzew Łódź        | 1998/99            | I liga             | 27    | 2      | 5            | 0            | –     | –      | –     | –      | 32    | 2      |
| Widzew Łódź        | 1999/00 (j)        | I liga             | 13    | 0      | 1            | 0            | –     | –      | 8     | 0      | 22    | 0      |
| Orlen Płock        | 2000/01 (w)        | I liga             | 4     | 0      | 0            | 0            | –     | –      | –     | –      | 4     | 0      |
| Ruch Chorzów       | 2001/02 (j)        | I liga             | 2     | 0      | 1            | 0            | 1     | 0      | –     | –      | 4     | 0      |
| Stomil Olsztyn     | 2001/02 (w)        | I liga             | 12    | 4      | 0            | 0            | –     | –      | –     | –      | 12    | 4      |
| Widzew Łódź        | 2002/03            | I liga             | 24    | 0      | 4            | 0            | –     | –      | –     | –      | 28    | 0      |
| Wisła Płock        | 2003/04            | I liga             | 17    | 1      | 1            | 1            | –     | –      | 2     | 0      | 20    | 1      |
| Pogoń Szczecin     | 2004/05 (j)        | I liga             | 8     | 0      | 2            | 1            | –     | –      | –     | –      | 10    | 1      |
| Radomiak Radom     | 2004/05 (w)        | II liga            | 14    | 3      | 0            | 0            | 2     | 2      | –     | –      | 16    | 5      |
| Radomiak Radom     | 2005/06 (j)        | II liga            | 16    | 4      | 5            | 2            | –     | –      | –     | –      | 21    | 6      |
| Polonia Warszawa   | 2005/06 (w)        | I liga             | 4     | 0      | 0            | 0            | –     | –      | –     | –      | 4     | 0      |
| Radomiak Radom     | 2006/07            | III liga           |       | 4      | 6            | 2            | –     | –      | –     | –      |       | 6      |
| Pelikan Łowicz     | 2007/08 (j)        | II liga            | 12    | 0      | 0            | 0            | –     | –      | –     | –      | 12    | 0      |
| Canal+ Warszawa    | 2010/11 (j)        | -                  | –     | –      | 1            | 0            | –     | –      | –     | –      | 1     | 0      |
| Ogólnie w karierze | Ogólnie w karierze | Ogólnie w karierze | 245   | 29     | 26           | 6            | 4     | 2      | 16    | 1      | 291   | 38     |

Źródła:

## Sukcesy
Widzew Łódź
- 2. miejsce w mistrzostwach Polski w sezonie 1998/99

Reprezentacja Polski
- mistrzostwo Europy U-16 w 1993 roku
- 4. miejsce na mistrzostwach Świata U-17 w 1993 roku

## Nagrody i wyróżnienia
- Najlepszy piłkarz mistrzostw Europy U-16 w 1993 roku[6]
- Miejsce w najlepszej jedenastce mistrzostw świata U-17 w 1993 roku[30]
- Nagroda Specjalna w Plebiscycie Tygodnika Piłka Nożna 1993[39]
- Bramka Roku 1995 uznana przez Magazyn Piłkarski "Gol"[11]

## Kariera trenerska
W 2008 roku został licencjonowanym trenerem. W tymże roku był grającym szkoleniowcem Milanu Milanówek, występującym wówczas w klasie okręgowej. W latach 2011–13 trenował I zespół GLKS Nadarzyn. W sezonie 2012/13 jego piłkarze po nieudanej końcówce zajęli 6. miejsce w klasie okręgowej (w 5 ostatnich kolejkach zdobyli zaledwie 1 punkt).

## Komentator telewizyjny
Od 2007 roku jest komentatorem meczów piłkarskich w takich stacjach jak: Canal+, nSport HD i Eurosport Komentował do tej pory mecze m.in. polskiej Ekstraklasy, Ligi Europy czy Pucharu Narodów Afryki.